# Bison bison bison
Il bisonte delle pianure (Bison bison bison (Linnaeus, 1758)) è una delle due sottospecie/ecotipi del bisonte americano (B. bison), l'altra è il bisonte delle foreste (B. b. athabascae). Inoltre, è stato suggerito che il bisonte delle pianure sia diviso in due sottospecie: una settentrionale (B. b. montanae) e una meridionale, portando il totale a tre. Tuttavia, questa interpretazione non è del tutto accettata. Una popolazione selvatica di bisonti delle pianure sopravvive ancora oggi nel Parco Nazionale di Yellowstone (la mandria di bisonti del Parco di Yellowstone è composta da circa 3.000 bisonti) e in molteplici mandrie di bisonti più piccole reintrodotte in diverse aree degli Stati Uniti e in alcune aree meridionali delle praterie canadesi. Da poche decine, al limite dell'estinzione, che erano al momento della istituzione del Parco di Yellowstone (1872), hanno raggiunto un numero oscillante tra i 3000 e i 4500 capi. Da qui, vari esemplari sono stati, poi, prelevati per ricostituire altre mandrie, da reintrodurre in diverse località degli Stati Uniti, del Canada e del Messico settentrionale.
Per millenni, le tribù dei nativi americani delle pianure avevano legami culturali e spirituali con il bisonte americano. È il mammifero nazionale degli Stati Uniti d'America.

## Descrizione

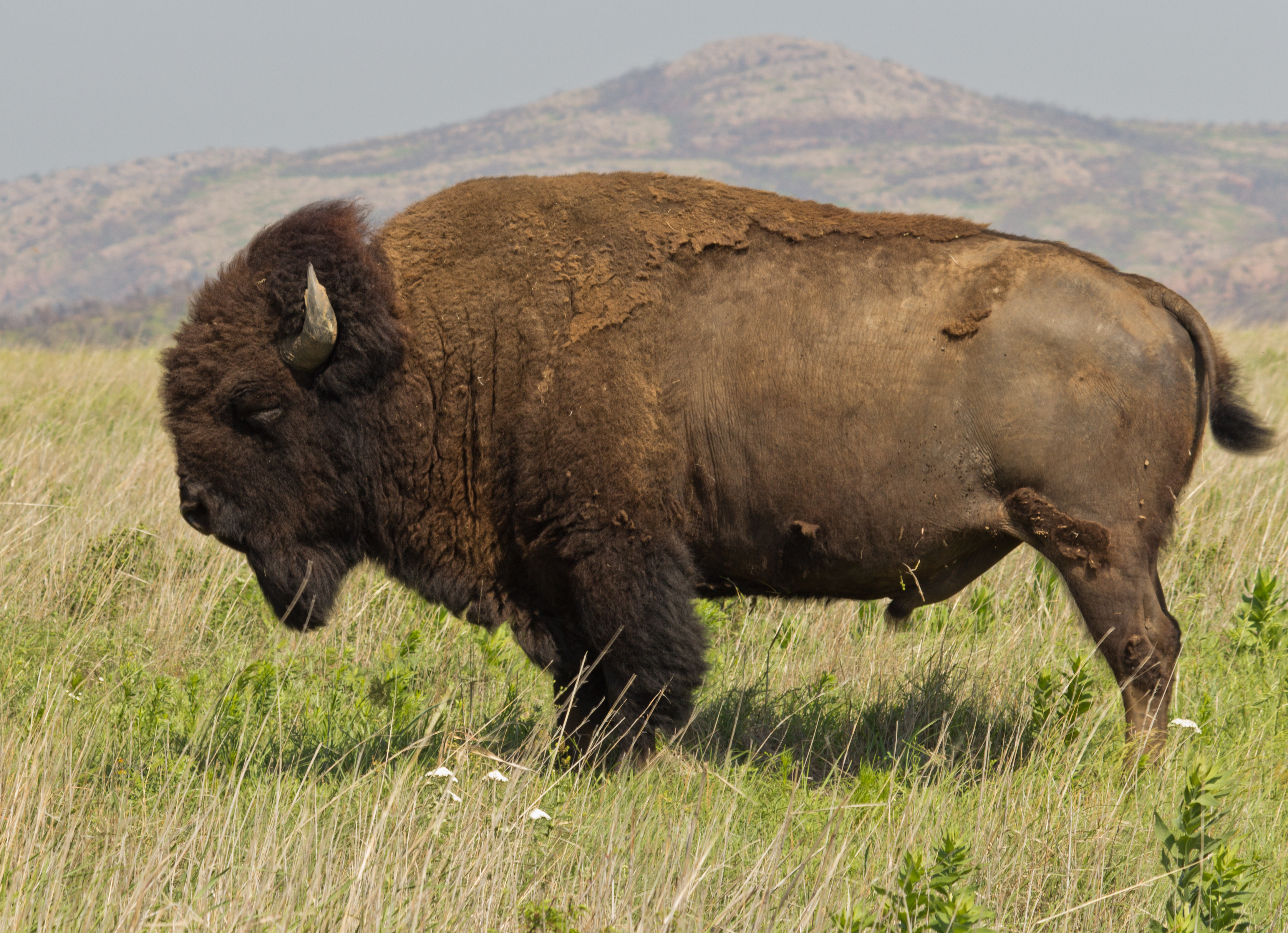
Maschio di bisonte delle pianure, nelle Wichita Mountains, Oklahoma

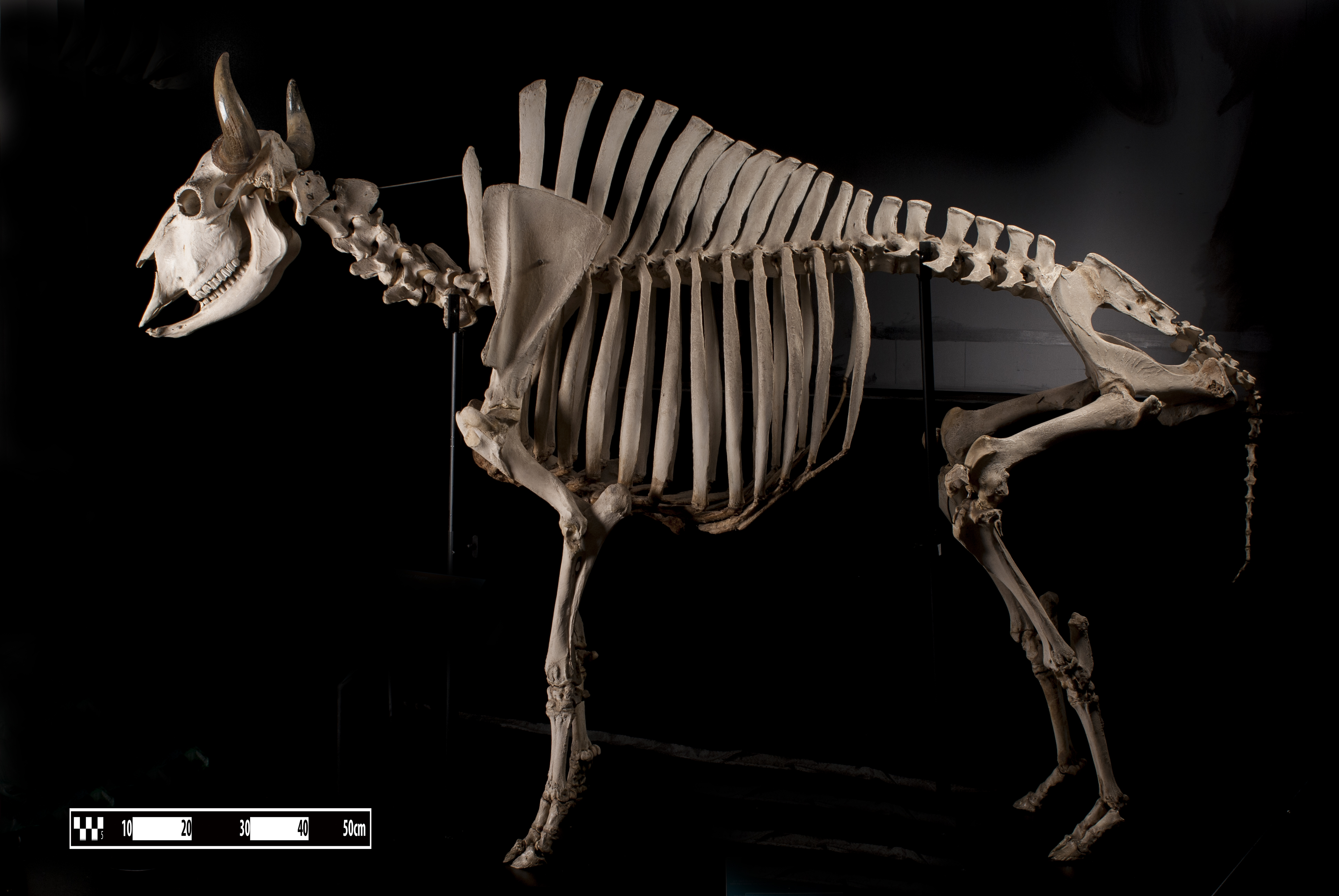
Scheletro di un bisonte delle pianure

Il bisonte delle pianure cambia il mantello a seconda della stagione: durante l'inverno cresce un mantello ispido, lungo, e di colore marrone scuro, mentre d'estate presenta una mantello più leggero e di colore marrone chiaro. I bisonti maschi sono significativamente più grandi e più pesanti delle femmine. Il bisonte delle foreste è potenzialmente più primitivo nel fenotipo del bisonte delle pianure, mentre quest'ultimo probabilmente si è evoluto dall'ibridazione di Bison occidentalis e Bison antiquus. I bisonti delle pianure sono generalmente più piccoli dei bisonti delle foreste. Generalmente, i maschi possono raggiungere una lunghezze massima di 3,5 metri (11 piedi 6 pollici), mentre le femmine possono raggiungere i 2,85 metri (9 piedi 4 pollici) di lunghezza. La coda aggiunge dai 30 ai 95 centimetri (1 piedi e 0 pollici, a 3 piedi e 1 pollice) di lunghezza. L'altezza al garrese varia dai 152 ai 186 centimetri (5 piedi e 0 pollici, a 6 piedi e 1 pollice). In genere il peso può variare dai 318 ai 1.179 kg (da 701 a 2.599 libbre), da 460 a 988 kg (da 1.014 a 2.178 libbre) con un peso medio da 730 a 792,5 kg (1.609 a 1.747 libbre), sebbene le stime più basse rappresentino, probabilmente, il peso tipico intorno all'età di maturità sessuale a circa 2-3 anni di età. Il maschio selvatico più pesante mai registrato di B. b. bison pesava 1.270 kg (2.800 libbre) sebbene ci siano stati altri maschi con un peso stimato di 1.360 kg (3.000 libbre). Quando viene allevato in cattività per la carne, il bisonte può diventare innaturalmente pesante e il bisonte semi-domestico più grande mai pesato, pesava 1.724 kg (3.801 libbre). La teste e i quarti anteriori sono molto massicci ed entrambi i sessi hanno corna corte e ricurve che possono crescere fino a 60 centimetri (2 piedi) di lunghezza, e con un distanziamento tra le due punte da 90 centimetri (3 piedi) a 124 centimetri (4 piedi), che usano nella lotta per lo supremazia all'interno della mandria e per difendersi dai predatori.
I bisonti sono erbivori, pascolando erbe e sementi nelle praterie nordamericane. Il loro programma giornaliero prevede periodi di due ore di pascolo, riposo e masticazione, per poi spostarsi in una nuova area per pascolare di nuovo. I giovani maschi sessualmente maturi possono iniziare ad accoppiarsi con le femmine all'età di due o tre anni, ma se sono presenti più maschi maturi, potrebbero non essere in grado di competere fino a quando non raggiungono i cinque anni di età.
Per i primi due mesi di vita, i vitelli sono di colore più chiaro degli adulti. Una condizione molto rara è il bufalo bianco, in cui il vitello diventa completamente bianco da adulto.

## Biologia

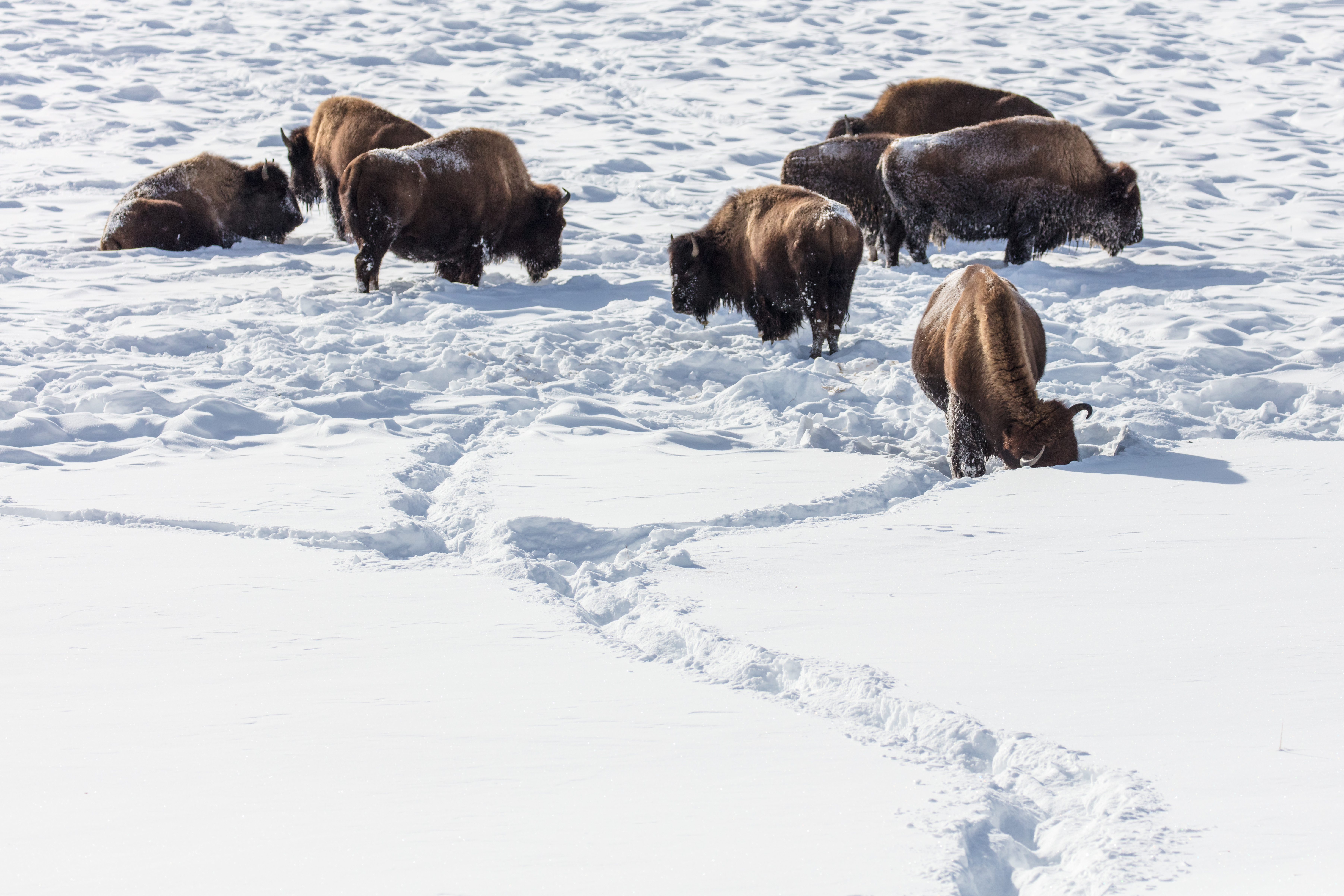
Un branco mentre cerca cibo nella neve, vicino a Madison River, Montana

I bisonti sono animali migratori e le migrazioni delle mandrie possono essere sia direzionali che altitudinali, in alcune aree. I bisonti si spostano quotidianamente tra le varie aree di pascolo durante l'estate. Nella Hayden Valley, Wyoming, le mandrie di bisonti sono osservate mentre percorrevano, in media, 3 chilometri (2 miglia) al giorno. La distribuzione estiva dei bisonti sembra essere influenzata dai cambiamenti stagionali della vegetazione, dall'interspersione e dalle dimensioni delle aree di pascolo, dalla stagione riproduttiva e dal numero di insetti parassitari. Anche le dimensioni della riserva e la disponibilità d'acqua possono essere un fattore. I bisonti sono in gran parte pascolatori, nutrendosi principalmente di erbe e carici. Nelle praterie a pastura corta si nutrono principalmente di erbe estive. Nelle praterie miste, di erbe della stagione fredda, incluse alcune carici, che costituiscono circa il 79-96% della loro dieta. Nelle zone montane e settentrionali, si nutrono di carici durante tutto l'anno. In mancanza d'acqua nei mesi invernali, i bisonti inghiottono la neve.

### Comportamento sociale

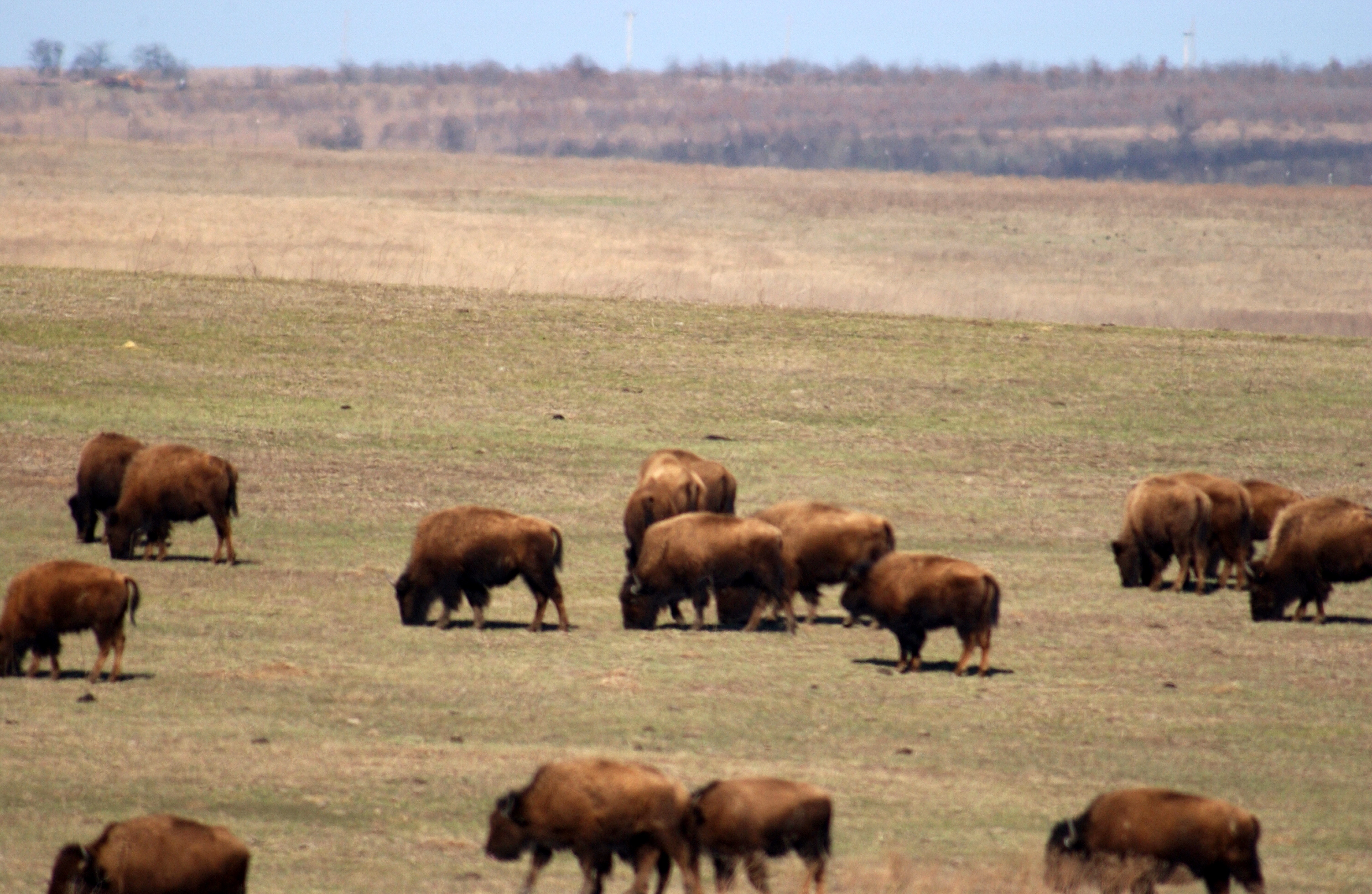
Una mandria di bisonti americani al pascolo a Tall Grass Prairie Preserve, nella Contea di Osage, Oklahoma

Le femmine di bisonte americano vivono in branchi materni che includono altre femmine e la loro prole. I figli maschi lasciano la mandria materna intorno ai tre anni e vivono da soli o si uniscono ad altri maschi in branchi di scapoli. Le mandrie dei maschi e quelle delle femmine, di solito, non si mescolano fino alla stagione riproduttiva, che avviene da luglio a settembre. Tuttavia, le mandrie femminili possono contenere anche pochi maschi anziani. Durante la stagione riproduttiva, i maschi dominanti mantengono un piccolo harem di femmine con cui si accoppiano. I singoli maschi "accudiscono" le femmine fino a quando non gli viene permesso di accoppiarsi, seguendole e scacciando i maschi rivali. Per evitare che la femmina possa scegliere altri maschi, il maschio prescelto le copre la visuale con il suo stesso corpo. Quando un maschio vuole attirare l'attenzione della femmina lancia forti muggiti. I maschi dominanti si accoppiano nelle prime 2-3 settimane della stagione. I maschi subordinati, invece, si accoppiano con qualsiasi femmina in estro che non si sia ancora accoppiata. Il bisonte maschio non ha alcun ruolo nell'allevare i vitellini, quindi spetterà solo alla madre allevare il vitellino.

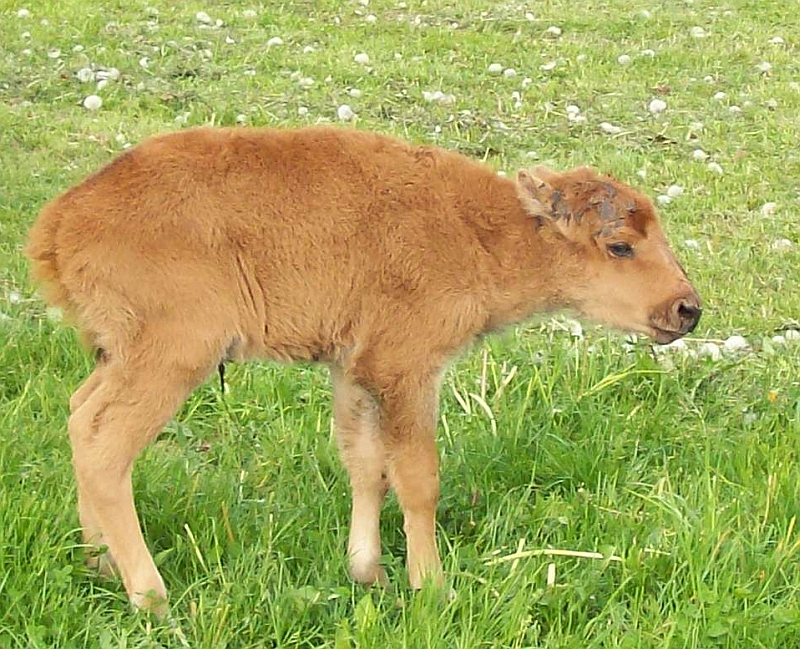
Un vitello di bisonte americano

Le mandrie di bisonti hanno gerarchie di dominanza sia per i maschi che per le femmine. Il dominio di un bisonte è legato alla sua data di nascita. I bisonti nati all'inizio della stagione riproduttiva hanno maggiori probabilità di essere più grandi e più dominanti da adulti. Pertanto, i bisonti sono in grado di trasmettere il loro dominio alla loro prole come individui dominante all'inizio della stagione. Oltre al predominio, i bisonti più anziani di una generazione hanno anche un tasso di fertilità più elevato rispetto ai più giovani.
I bisonti si accoppiano da agosto a settembre, ed hanno una gestazione di 285 giorni. Le femmine danno alla luce un singolo vitello, dal mantello bruno-rossastro, alla volta, che allatteranno fino alla nascita del vitello successivo. Se la femmina non è incinta, la madre può allattare il vitello anche per 18 mesi. Le femmine allattano i loro vitelli per almeno 7 o 8 mesi, ma sembra che la maggior parte dei vitelli venga svezzata prima della fine del primo anno. A tre anni, le femmine sono abbastanza mature da accoppiarsi. I bisonti hanno un'aspettativa di vita di circa 15 anni in natura e fino a 25 anni in cattività.
È stato osservato che i bisonti mostrano comportamenti omosessuali, più comuni nei maschi che nelle femmine. Nel caso dei maschi, è improbabile che sia correlato al dominio, ma piuttosto al legame sociale o all'acquisizione di esperienza sessuale.

### Scornate
I bisonti americani si accoppiano in tarda primavera e in estate nelle aree di pianura più aperte. Durante l'autunno e l'inverno, i bisonti tendono a radunarsi in aree più boscose. Durante questo periodo, i bisonti prendono parte a comportamenti mattutini. Strofinano le corna contro alberi, giovani alberelli e persino pali della luce. Gli alberi aromatici come cedri e pini sembrano essere i loro preferiti. Le scornate che praticano contro gli alberi sembrano avere il ruolo di difesa contro gli insetti, poiché è un comportamento che verifica maggiormente in autunno, quando la popolazione di insetti è al suo massimo. Cedro e pini emettono un aroma quando i bisonte vi si strofina le corna e questo sembra essere usato come deterrente per gli insetti.

### Bison wallow

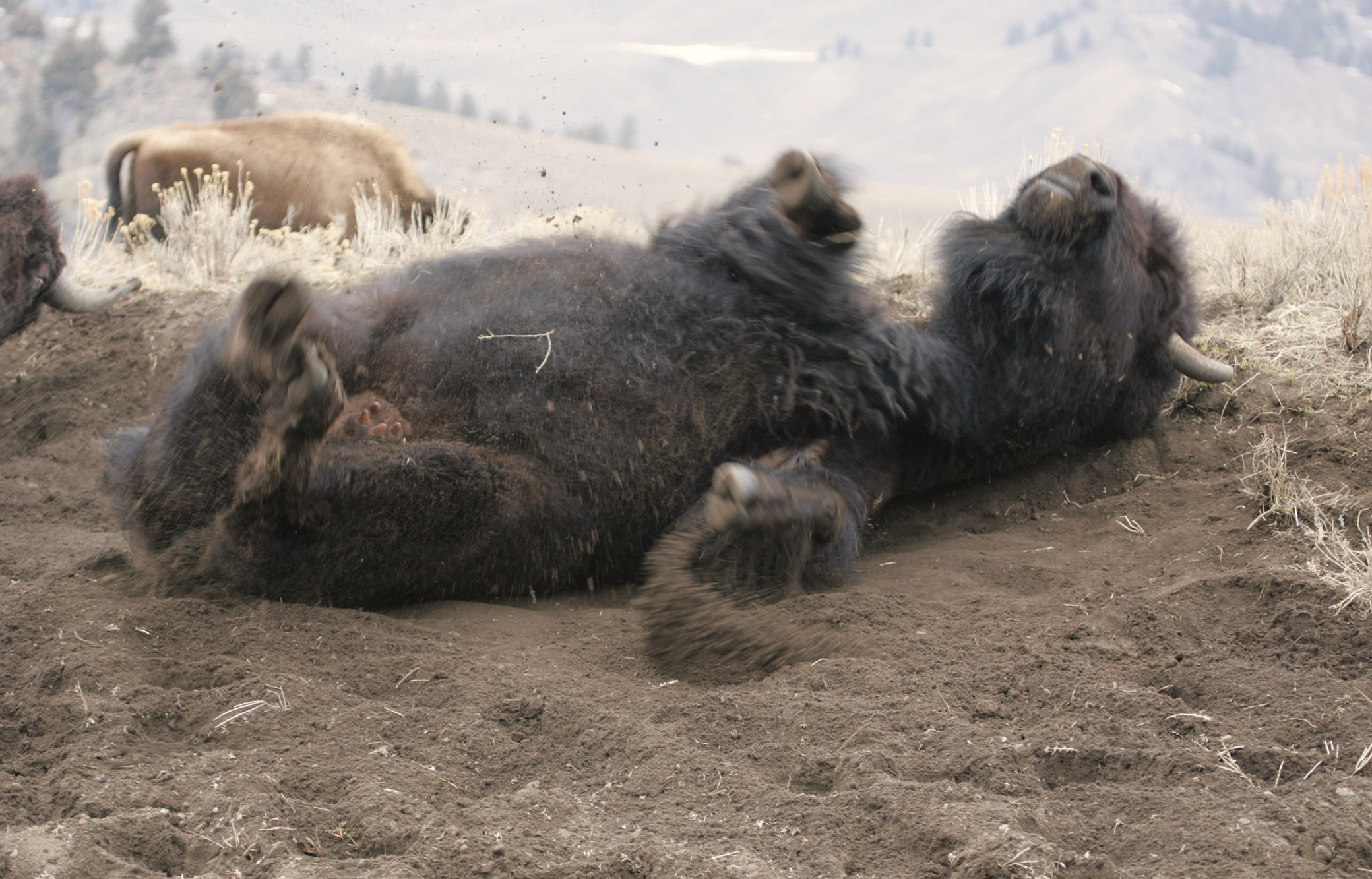
Un bisonte mentre fa un bagno di polvere, vicino a Lamar River Canyon

Un bison wallow è una piccola depressione nel terreno, che i bisonti usano per fare bagni di polvere o di fango, a seconda del tempo e della stagione. Sono state proposte diverse ipotesi sul perché i bisonti facciano il bagno nella polvere. Tra questi è stato proposto che possa essere un modo per eliminare i peli durante la muta, per un'interazione pacifica tra maschi, un comportamento sociale per la coesione del gruppo, per gioco, per sollievo dall'irritazione della pelle dovuta alle punture degli insetti, per proteggersi dagli ectoparassiti (zecche e pidocchi), o per la termoregolazione. La creazione di un bison wallow da parte di più bisonti ha importanti effetti sull'ecosistema e migliora la diversità vegetale e animale nelle praterie.

### Predatori

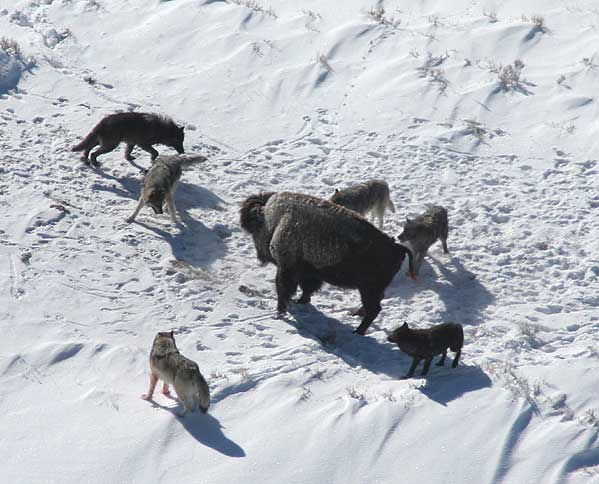
Un bisonte americano circondato da un branco di lupi

Sebbene la stazza dei bisonti americani, nella maggior parte dei casi, sia abbastanza per proteggerli dai predatori, in alcune aree gli individui più vulnerabili sono regolarmente predati dai lupi. La predazione da parte dei lupi raggiunge il picco alla fine dell'inverno, quando i wapiti migrano verso sud e i bisonti sono rallentati dalle forti nevicate e dalla carenza di cibo, con attacchi solitamente concentrati su femmine e vitelli, o su individui deboli o feriti. Si è osservato che i lupi prendono di mira più attivamente le mandrie con vitelli. Un singolo episodio di caccia dei lupi ai bisonti può durare da pochi minuti a oltre nove ore. I bisonti mostrano cinque apparenti strategie di difesa nel proteggere i vitelli dai lupi: correre verso una femmina, correre verso una mandria, correre verso il maschio più vicino, correre davanti o al centro della mandria in fuga, e in laghi o fiumi. Quando fuggono dai lupi in aree aperte, le femmine con i piccoli prendono il comando, mentre i maschi si mettono in coda alle mandrie, per proteggere la fuga delle femmine. Il bisonte in genere ignora i lupi che non mostrano comportamenti venatori. I branchi di lupi specializzati nella caccia ai bisonti tendono ad avere più maschi, poiché le loro dimensioni maggiori rispetto alle femmine consentono loro di abbattere le prede in modo più efficace. I maschi sani e maturi nelle mandrie raramente cadono preda dei branchi di lupi. Tuttavia, i maschi solitari possono venire facilmente circondati ed uccisi.
È noto che gli orsi grizzly si nutrono delle carcasse e talvolta possono anche rubare le prede appena uccise dei lupi. Nonostante i grizzly possano facilmente uccidere i vitelli e, talvolta, anche gli individui vecchi o feriti, è raro che caccino attivamente questi possenti erbivori, anche se la preda prescelta è un individuo giovane o ferito; attaccare un bisonte sano è rischioso per gli orsi, che nonostante la mole possono rimanere uccisi.

### Attacchi all'uomo

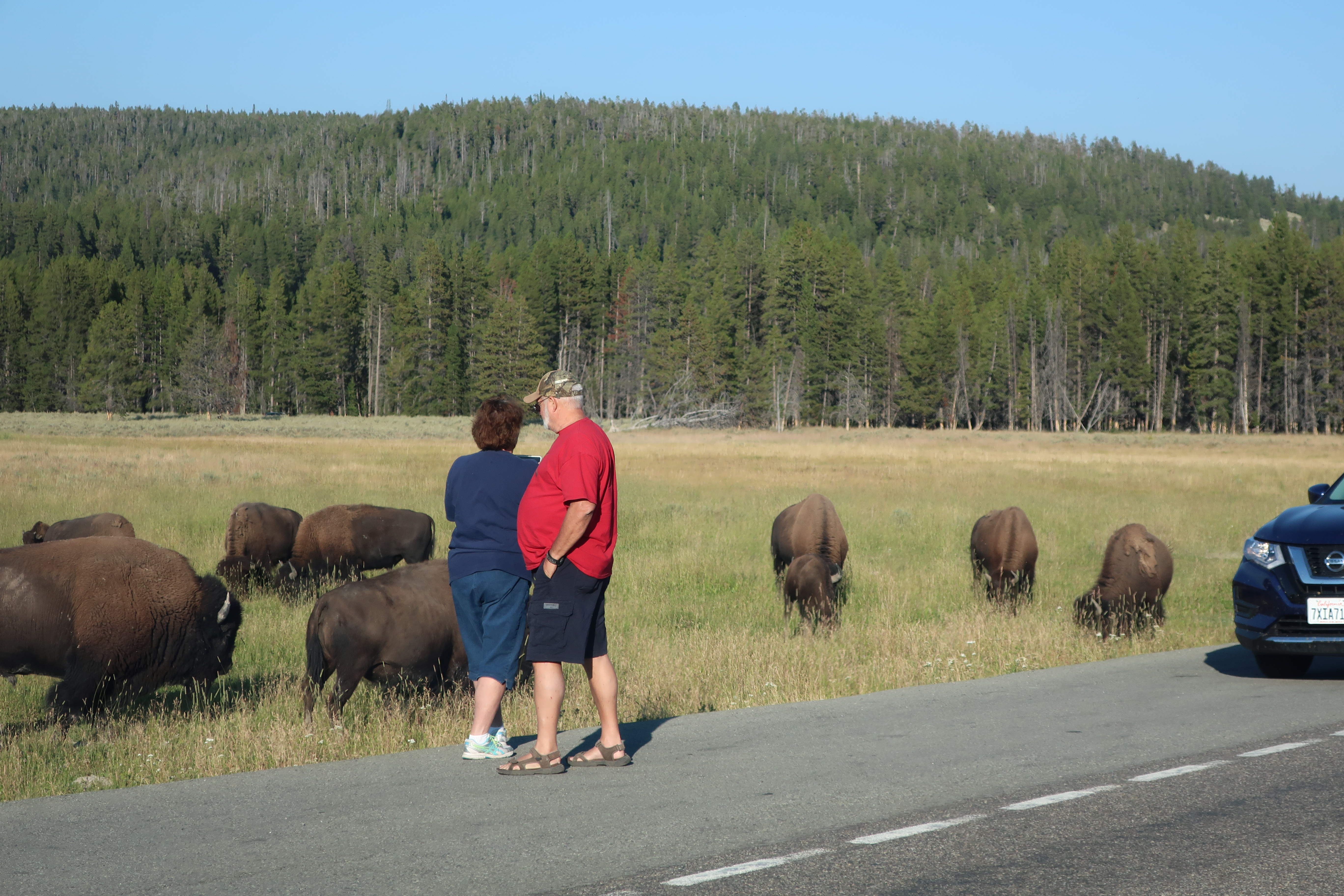
Dei turisti si avvicinano pericolosamente a una mandria selvatica, nel Parco Nazionale di Yellowstone, Wyoming

I bisonti sono tra gli animali più pericolosi incontrati dai visitatori dei vari parchi nazionali nordamericani e possono attaccare gli esseri umani se provocati. Appaiono lenti a causa dei loro movimenti letargici, ma possono facilmente superare un uomo nella corsa; sono stati osservati esemplari raggiungere una velocità di 65 km/h (40 mph) per 8 km (5 mi).
Tra il 1980 e il 1999, più di tre volte nel Parco nazionale di Yellowstone dei turisti sono stati feriti dai bisonti e dagli orsi. Durante questo periodo, dei bisonti caricarono e ferirono 79 persone, con ferite che andavano da ferite da incornata e ossa rotte a lividi e abrasioni. Gli orsi ferirono 24 persone nello stesso periodo. Tre persone morirono a causa delle ferite riportate: una persona per via delle ferite riportate dall'incontro con un bisonte nel 1983, e due persone dalle ferite riportate dall'incontro con degli orsi nel 1984 e nel 1986.

## Conservazione

### Estinzione e reintroduzione in natura

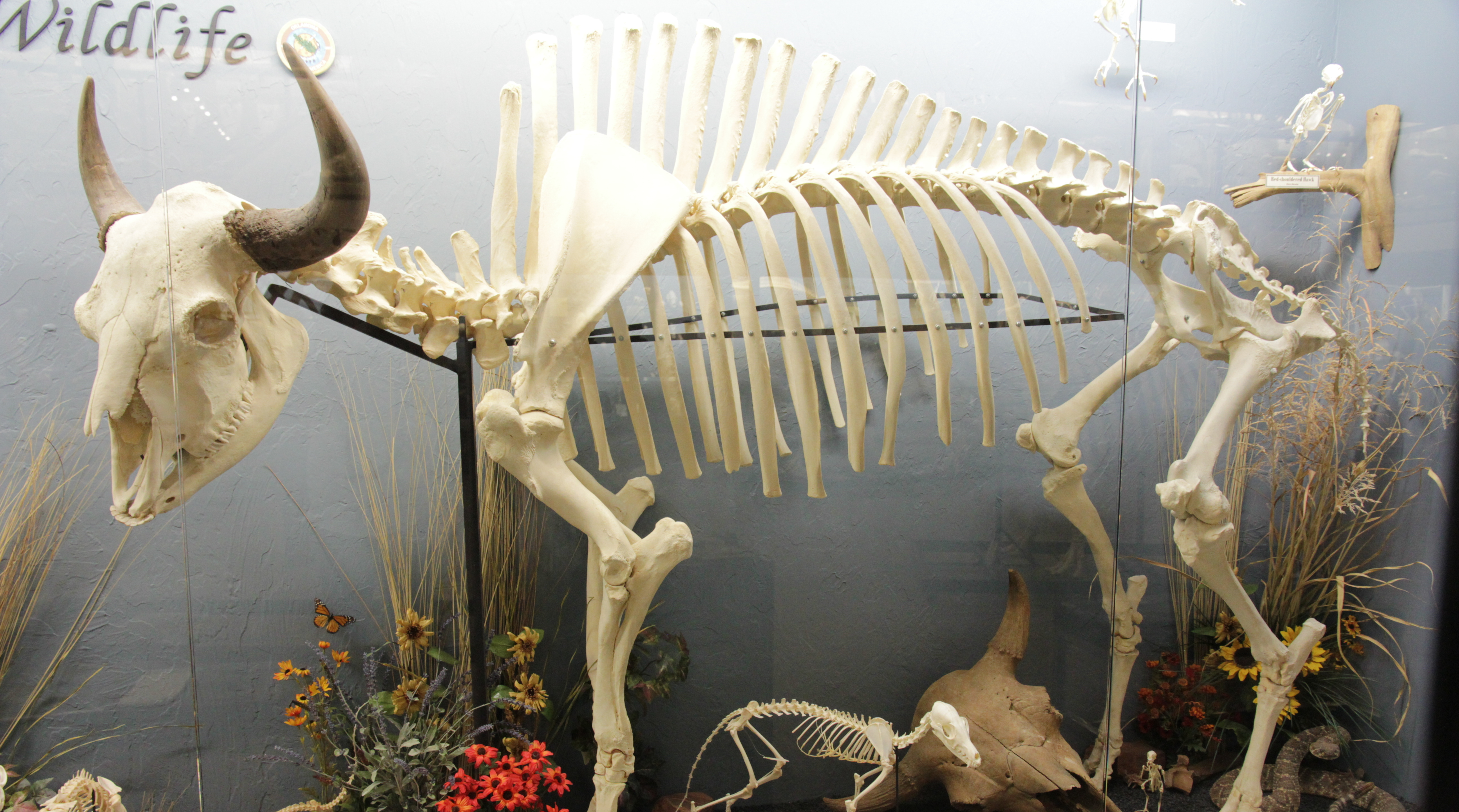
Scheletro di bisonte americano (Museo dell'Osteologia)

Un tempo, almeno 25 milioni di bisonti americani erano sparsi per tutti gli Stati Uniti e in Canada. Tuttavia, alla fine degli anni 1880, il numero totale di bisonti negli Stati Uniti era ridotto a meno di 600 individui. La maggior parte di questi individui sono stati catturati in vari ranch privati, e l'ultima popolazione di bisonti in libertà nota era composta da meno di 30 individui nell'area che in seguito divenne il Parco Nazionale di Yellowstone. Sebbene fosse il dovere ufficiale del governo degli Stati Uniti ridurre al minimo o eliminare del tutto il bisonte americano dai territori americani, poiché la maggior parte degli agricoltori e degli allevatori considerava il bisonte una bestia nociva per i raccolti, alcune persone erano preoccupate per la scomparsa di questa icona nordamericana. Per cui alcuni proprietari terrieri e alcuni zoo presero provvedimenti per proteggere i pochi esemplari rimasti. Alcune persone volevano salvare i bisonti con il preciso scopo di allevarli o cacciarli (come ad esempio il branco di Antelope Island), ma alcuni gruppi come l'American Bison Society vennero formati anche con l'idea di salvare la specie dall'estinzione e reintrodurla, almeno in parte, allo stato selvatico. Da allora il bisonte delle pianure è stato reintrodotto in numerose località del Nord America. Cinque mandrie principali create dall'American Bison Society fornirono animali destinati a salvare la specie dall'estinzione. L'introduzione più a nord avvenne nel 1928 quando l'Alaska Game Commission portò i bisonti nell'area dell'attuale Delta Junction. I bisonti prelevati da questo rilascio furono introdotti anche in altre località dell'Alaska, tra cui Farewell e Chitina. La mandria di Delta Junction prosperò di più, con una popolazione di diverse centinaia di individui per tutto il tardo XX secolo. Questa mandria divenne molto popolare tra i cacciatori interessati a centinaia di libbre di carne di alta qualità, ma si rivelò un problema per le attività agricole della zona. Sebbene i bisonti americani preferissero generalmente gli habitat delle praterie e delle pianure, sono abbastanza adattabili e vivono in condizioni che vanno dal deserto (come nel caso della mandria di bisonti delle Henry Mountains), alle aree boschive (come nel caso della mandria del Parco di Yellowstone); tuttavia, fanno tutti parte della stessa sottospecie, Bison bison bison. Attualmente, oltre 500.000 bisonti sono sparsi in tutti gli Stati Uniti e in Canada. Tuttavia, la maggior parte di questi si trova in allevamenti privati e alcuni di essi hanno piccole quantità di geni di bestiame domestico, dovuto all'ibridazione con il bestiame domestico accidentale o volontario. Mandrie pubbliche significative di bisonti che non sembrano avere geni ibridati con i bovini domestici sono le mandrie del Parco di Yellowstone, Henry Mountains, Custer State Park, Wind Cave e il Parco nazionale Wood Buffalo, e altre mandrie sussidiarie in Canada.
I funzionari del parco trasferirono alcuni bisonti delle praterie da Fort Niobrara National Wildlife Refuge all'Unità Sud del Parco nazionale Theodore Roosevelt nel 1956, e nell'Unità Nord nel 1962, per favorire l'aumento della popolazione della sottospecie.
Nel 1969, i bisonti delle pianure del Parco nazionale di Elk Island furono rilasciati nel Parco nazionale Prince Albert nel Saskatchewan, creando la mandria di bisonti del fiume Sturgeon. Con una popolazione di circa 300 animali, formano un branco libero in grado di vagare dovunque desiderano. I bisonti sono diffusi in tutto l'angolo sud-occidentale del Prince Albert National Park, così come in alcuni terreni privati.

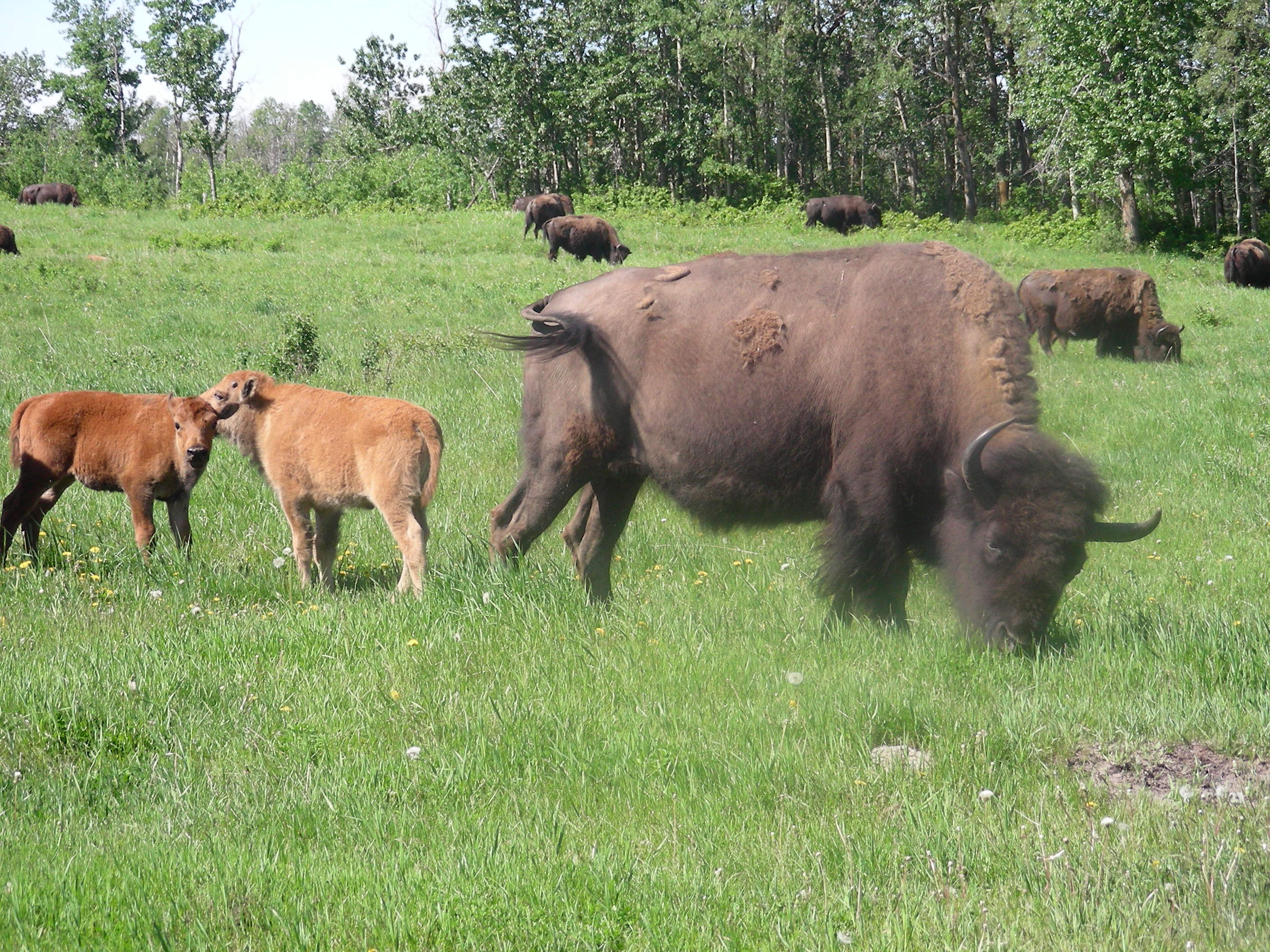
Una femmina con due vitelli al pascolo

Nel 2006, i bisonti delle pianure del Parco nazionale Elk Island, in Alberta, sono stati rilasciati nel Parco nazionale delle Grasslands, nel Saskatchewan. Questo segna la prima volta in cui i bisonti delle pianure vagano per le praterie di erba corta del Canada dalla loro quasi estinzione all'inizio del XX secolo. Secondo l'agenzia nazionale Parks Canada, l'intera popolazione riproduttiva di questi bisonti selvatici e "semi-selvatici" sono i discendenti di soli otto individui sopravvissuti al periodo di quasi estinzione, a causa della caccia eccessiva e della tubercolosi che infettavano le mandrie che il governo ha tardivamente tentato di conservare.
Una mandria di circa 650 animali vive e può essere vista al Wichita Mountains Wildlife Refuge vicino a Lawton, Oklahoma. La mandria è stata creata nel 1907 con il bestiame del Parco zoologico di New York, ora noto come Zoo del Bronx, e situato nel parco del Bronx. Quindici animali furono spediti in Oklahoma, dove il bisonte si era già estinto a causa dell'eccessiva caccia e del sovrasfruttamento da parte di cacciatori di bisonti domestici non nativi dal 1874 al 1878. Alcuni di questi esemplari sono stati rilasciati in altre aree degli Stati Uniti, come Paynes Prairie, in Florida.
Solo un branco di bisonti delle pianure meridionali si è stabilito in Texas. Un residuo dell'ultimo di questa mandria relitta era stato salvato nel 1876. "Molly" Goodnight aveva incoraggiato il marito allevatore, Charles Goodnight, a salvare alcuni degli ultimi bisonti che si erano rifugiati nel Texas Panhandle. Salvando questi pochi bisonti delle pianure, è stata in grado di creare una mandria di bisonti vicino al canyon di Palo Duro. Questa mandria raggiunse il picco di 250 individui, nel 1933. I bisonti di questa mandria furono introdotti nel Parco Nazionale di Yellowstone nel 1902, e negli zoo e nei ranch più grandi della nazione. Una mandria di circa 80 di questi animali vive nel Caprock Canyons State Park vicino Quitaque, Texas, situata a circa 50 miglia a nord est di Plainview, Texas.
Ted Turner possiede la più grande mandria di bisonti protetta d'America a Cimarron, il Vermejo Park Ranch del Nuovo Messico. I Boy Scouts of America possiedono un branco privato di bisonti nel Philmont Scout Ranch di Cimarron.
Nel 2013, i bisonti sono stati reintrodotti nella riserva indiana di Fort Belknap dal Parco nazionale di Yellowstone.
Un branco di bisonti delle pianure è stato reintrodotto con successo nel Parco Nazionale di Banff, in Alberta, all'inizio del 2017. I bisonti sono stati tenuti sotto osservazione in un pascolo recintato del parco fino all'estate del 2018, dopodiché è stato loro permesso di vagare liberamente. Secondo Parks Canada, l'osservazione continuerà fino al 2022.

### Impieghi
Oltre all'uso per sfruttare la carne, il grasso e gli organi per scopo alimentare, le tribù native delle pianure hanno creato una grande varietà di oggetti e utensili derivati dal bisonte come punte di freccia, lesine, tacchi, aghi dalle ossa, cucchiai dalle corna, ornamenti, corde e lacci dai tendini, contenitori impermeabili dalla vescica, pennelli decorativi dalla coda, ossa con il midollo intatto e sego a scopo alimentare. La pelle grezza era utilizzata per le faretre, rivestimenti per gli scudi e suole di mocassino. Le pelli, con la pelliccia, sono usate come coperte e abbigliamenti caldi. Pelli trattate, le più pregiate sono trattate con il cervello dell'animale e in seguito affumicate, sono usate in abbigliamento, come coperture dei tepee, come base per i lavori artistici. Le pelli con pelliccia vengono utilizzate per coperte, tappeti ed indumenti caldi. Le pelli conciate, le più pregiati delle quali venivano conciate con il cervello dell'animale e poi fumate, erano usate per vestiti, mocassini, coperture delle tipì, calendari e opere d'arte.

## Filmografia
- L'arma che conquistò il West (1955)
- L'ultima caccia (1956)
- Sfida a White Buffalo (1977)
- Balla coi lupi (1990)